# Casa Prada
La casa Prada és un edifici a la vila d'Horta de Sant Joan (Terra Alta) inclòs a l'Inventari del Patrimoni Arquitectònic de Catalunya. Edifici de planta complexa que ocupa part de dues illes diferents. Dels dos cossos el més gran és anterior, amb un estil que va des del gòtic al barroc. El segon cos, unit al primer per un pas elevat que passa per damunt del carrer Baixa, és d'estil barroc.
El cos principal té dues façanes. La principal, que dona al Carrer del Pintor Picasso, té porta d'arc de mig punt i una primera planta amb balcons coberts per petits dossers de fusta, al damunt d'aquests s'obren les finestres de la golfa. Hi ha un escut sobre la portada principal. La façana posterior, més alta pel desnivell del carrer, té una galeria-balcó de fusta sobre mènsules de pedra i de gran volada. La teulada que els cobreix és actual. Sota els balcons hi ha un seguit de finestres que repeteixen el model de les obertures de la galeria, i al damunt d'aquesta altres finestres més petites tornen a repetir el model. Aquesta façana té una porta d'arc rebaixat. El ràfec de la teulada és fet amb lloses de pedra. Ran de la porta principal s'ha obert una altra porta allindada que ha desvirtuat la composició original de la façana.
L'altre cos, situat en una altra illa, és una torre de planta gairebé quadrada i façana recoberta amb estuc de calç, tot imitant carreus. A la part alta hi ha un seguit d'obertures d'arc de mig punt.